# What's "standard"!?
「What's "standard"!?」は、わーすたのミニアルバム。2020年11月25日にiDOL Streetから発売された。

## 概要
「CD+Blu-ray」、「CDのみ」、「ミュージックカード」の3種8形態で発売される。
新曲5曲が収録されたバンドサウンドのミニアルバムで、10月2日に開催された『TOKYO IDOL FESTIVAL オンライン 2020』で本作のリリースが発表された。
「清濁あわせていただくにゃー」は10月2日に開催された『TOKYO IDOL FESTIVAL オンライン 2020』で初披露された。振付はAcchanが担当している。
「萌ってかエモ」は10月18日に開催された『What's standard!? ~発売記念ワンマンライブ~』で初披露された。振付はsumireが担当している。
「TOXICATS」は11月21日に開催された『わーすた miniAL「What's "standard"!?」発売記念! 配信ミニライブ』で初披露された。振付は長岡美紅が担当している。「TOXICATS」とはToxicate(夢中、中毒になる)とCat(猫)を合わせた造語である。作詞・作曲・編曲を担当した草野華余子は「わーすたちゃん初(？)の、夜が似合うセクシーでカッコいい曲になったはず…」と述べている。
「Never Ending The World」は11月23日にLINE CUBE SHIBUYA（渋谷公会堂）で開催された「エイベのアイドルコンサート (昼公演)『The World Standard 2020 ~華麗にいただくにゃー!~』」で初披露された。わーすたのメンバーが作詞するのはこれが初めてで、メンバー5人がそれぞれ作詞をして鈴木まなかがまとめている。
「ハロー to the world」も11月23日にLINE CUBE SHIBUYA（渋谷公会堂）で開催された「エイベのアイドルコンサート (昼公演)『The World Standard 2020 ~華麗にいただくにゃー!~』」で初披露された。振付はLICOが担当している。作詞を担当した園田健太郎は「デモが届いた時点の只者じゃない曲にめっちゃ向き合って書きました。胸を打つ一曲になっていれば幸いです！」と述べている。

## 収録曲
※作詞者、作曲者、編曲者の名前は封入の歌詞カードに記載されている通り。

### CD
1. 清濁あわせていただくにゃー
作詞・作曲：田淵智也、編曲：岸田勇気
2. 萌ってかエモ
作詞・作曲・編曲：みきとP
3. TOXICATS
作詞・作曲：草野華余子、編曲：草野華余子・岸田・岸田勇気
4. Never Ending The World
作詞：わーすた・鈴木まなか (Relic Lyric, inc)、作曲：鈴木まなか (Relic Lyric, inc)・宮澤樹生 (Relic Lyric, inc)、編曲：宮澤樹生 (Relic Lyric, inc)
5. ハロー to the world
作詞：園田健太郎、作曲・編曲：岸田勇気
6. 清濁あわせていただくにゃー (Instrumental)
7. 萌ってかエモ (Instrumental)
8. TOXICATS (Instrumental)
9. Never Ending The World (Instrumental)
10. ハロー to the world (Instrumental)

### Blu-ray
1. 清濁あわせていただくにゃー MUSIC VIDEO

## 参加ミュージシャン
清濁あわせていただくにゃー
- Dr：北村望
- Ba：二家本亮介
- Gt：佐々木秀尚
- Pf & All other instruments：岸田勇気

TOXICATS
- Dr：北村望
- Ba & Gt：岸田
- Pf & Org：岸田勇気

Never Ending The World
- Ba & other instrument：宮澤樹生
- Gt：上杉悟
- Key：能勢和樹

ハロー to the world
- Dr：北村望
- Ba：工藤嶺
- Gt：奈良悠樹
- Pf & All other instruments：岸田勇気

## 音楽配信
太字の配信サービスはハイレゾ音源を配信していることを示す。MVは「清濁あわせていただくにゃー」のMVも配信していることを示す。

## イベント
新型コロナウイルス感染症の流行の影響でリリースイベントやmu-moショップスペシャルイベントは当初から予定されておらず、専らオンライン上でのイベントが開催されている。
『サンデー! サンシャイン!』のリリースイベントで使用されたアプリのうち、テレビ電話トーク会は「mu-moトーク」から「Talkport」に変更された。10月2日、10月4日に出演した「TOKYO IDOL FESTIVAL オンライン 2020」でのオンラインの特典会で使用されたアプリで、他のアイドルグループも使用している。集合ワイドチェキネットサイン会も「OPENREC.tv」から「LINE LIVE」に変更された。一方、新たに「オンライン指スマ大会」、「デジタル似顔絵会」が開催され、これは「Zoom」を使用する。
| 日程           | イベント名                                                  | 会場                                     | 備考                     |
| -------------- | ----------------------------------------------------------- | ---------------------------------------- | ------------------------ |
| 2020年10月24日 | オンライントーク会                                          | Talkport                                 | イベント内容は公式HP参照 |
| 2020年12月20日 | オンライントーク会                                          | Talkport                                 | イベント内容は公式HP参照 |
| 2021年1月2日   | オンライントーク会                                          | Talkport                                 | イベント内容は公式HP参照 |
| 2020年11月14日 | オンライン3ショットグループトーク会                         | Talkport                                 | イベント内容は公式HP参照 |
| 2020年12月6日  | 英語禁止オンライントーク会                                  | LINE ビデオ通話                          | イベント内容は公式HP参照 |
| 2020年11月1日  | 生電話トーク会 & ロング生電話トーク会                       | 各個人の電話機                           | イベント内容は公式HP参照 |
| 2020年12月13日 | 生電話トーク会 & ロング生電話トーク会                       | 各個人の電話機                           | イベント内容は公式HP参照 |
| 2020年10月18日 | 「集合ワイドチェキ」ネットサイン会                          | LINE LIVE                                | イベント内容は公式HP参照 |
| 2020年10月25日 | オンライン個別チェキ会                                      | LINE LIVE                                | イベント内容は公式HP参照 |
| 2020年11月8日  | オンライン個別チェキ会（当たり付き）                        | LINE LIVE                                | イベント内容は公式HP参照 |
| 2020年10月17日 | ネットサイン会                                              | LINE LIVE                                | イベント内容は公式HP参照 |
| 2020年10月31日 | ネットサイン会 ハロウィーン祭り                             | LINE LIVE                                | イベント内容は公式HP参照 |
| 2020年11月07日 | 新ビジュアル発表記念 当たり付きネットサイン会               | LINE LIVE                                | イベント内容は公式HP参照 |
| 2020年11月25日 | デジタルビンゴ大会 ＆ ネットサイン会                        | LINE LIVE                                | イベント内容は公式HP参照 |
| 2020年12月5日  | わーすた 一番くじルーレット大会                             | LINE LIVE                                | イベント内容は公式HP参照 |
| 2020年12月19日 | 個別デジタルビンゴ大会                                      | LINE LIVE                                | イベント内容は公式HP参照 |
| 2020年11月21日 | 配信ミニライブ ＆ オンライン特典会                          | teket (ミニライブ) YouTube Live (特典会) | イベント内容は公式HP参照 |
| 2020年11月3日  | miniAL「What's "standard"!?」発売記念 第二回 わーすたカップ | YouTube                                  | イベント内容は公式HP参照 |
| 2020年11月15日 | オンライン指スマ大会                                        | Zoom                                     | イベント内容は公式HP参照 |
| 2020年11月23日 | SNSアイコン作ります! デジタル似顔絵会                       | Zoom                                     | イベント内容は公式HP参照 |